# جفری سی. الکساندر
جفری سی. الگساندر (انگلیسی: Jeffrey C. Alexander؛ زادهٔ ۳۰ مه ۱۹۴۷)، از مشهورترین جامعه‌شناسان آمریکایی دورهٔ معاصر و از استادان فعلی دانشگاه ییل است. او در جامعه‌شناسی رویکرد کارکردگرایی نوین را از اواسط دهه ۱۹۸۰ در مقابل کارکردگرایی ساختاری تالکوت پارسونز پایه‌گذاری کرد. الگزاندر چندین برنامهٔ پژوهشی در چهارچوب «جامعه‌شناسی فرهنگی»  (به‌عنوان رهیافتی متمایز از جامعه‌شناسی فرهنگ و مطالعات فرهنگی) را به ثمر رساند و برخی از کُدهای فرهنگی را در موضوعات مختلف ازجمله تکنولوژی کامپیوتر، سیاست‌های محیطی، پیدایش جنگ، رسوایی واترگیت و جامعه مدنی به کار گرفت.

## نوکارکردگرایی
در جامعه‌شناسی، نوکارکردگرایی بیانگر احیای اندیشه تالکوت پارسونز توسط جفری سی. الکساندر است. او نوکارکردگرایی را دارای پنج گرایش اصلی می‌داند:
1. ایجاد شکلی از کارکردگرایی که چند بعدی است و سطوح تحلیل خرد و کلان را دربرمی‌گیرد.
2. سوق کارکردگرایی به سمت چپ و رد خوش‌بینی پارسونز در مورد مدرنیته
3. استدلال برای یک نیروی دموکراتیک ضمنی در تحلیل کارکردی
4. برای ترکیب جهت گیری تضاد، و
5. برای تاکید بر عدم قطعیت و خلاقیت تعاملی.

در حالی که پارسونز به طور پیوسته کنشگران را مفاهیمی تحلیلی می‌نگریست، الکساندر کنش را به‌عنوان حرکت افراد انضمامی، زنده و نفس‌کش تعریف می‌کند که راه خود را در زمان و مکان طی می‌کنند. علاوه بر این، او استدلال می کند هر کنشی حاوی بعد اراده آزاد است، که به وسیله آن کارکردگرایی را گسترش می دهد تا برخی از دغدغه‌های کنش متقابل نمادین را دربرگیرد.

### آسیب فرهنگی
دو تا از مقالات پیشین او را می‌توان پیش‌آهنگی برای درگیری مستقیم‌تر او با موضوع آسیب دانست: در یکی، او نشان می دهد که هولوکاست فوراً به عنوان نشانه جهانی شر جهانی برای جوامع غربی درک نشده است. به جای آن، از طریق یک روند طولانی نقل و دلالت به این صورت ساخته شد. در مورد دوم، او نشان می‌دهد که بحران واترگیت در اصل توسط جامعه آمریکا بیشتر از یک حادثه کوچک تلقی نمی‌شد. در اینجا نیز، این حادثه باید به صورت فرهنگی روایت می‌شد و به‌عنوان به خطر انداختن ارزش‌های اصلی جامعه آمریکا ساخته می‌شد و آنچه را که ابتدا به عنوان یک تقلب پیش پا افتاده به یک رسوایی تمام عیار تبدیل می‌کرد. ادعای کلیدی هر دو مطالعه این است که حتی رویدادهایی که در حال حاضر برای جامعه مدنی عمیقاً آسیب زا هستند، ذاتاً ویرانگر نیستند، بلکه از طریق فرآیندهای فرهنگی ساخته می شوند.
به طور کلی، الکساندر «آسیب فرهنگی» را از آن چیزی متمایز می کند که در اندیشه اجتماعی «ترومای لای» می نامد. "ترومای لای" به این ایده اشاره دارد که رویدادهای خاص ذاتاً برای افرادی آسیب زا هستند که آنها را تجربه می کنند. - برای مثال، ایده آسیب در روان شناسی. با این حال، رویکرد «آسیب فرهنگی» نمی‌تواند فرض کند که هر رویدادی - به همان اندازه که ممکن است وحشتناک باشد - برای گروهی که با آن مواجه می‌شود به یک آسیب تبدیل شود. همانطور که الکساندر توضیح می دهد، «آسیب فرهنگی زمانی رخ می‌دهد که اعضای یک مجموعه احساس کنند در معرض رویدادی هولناک قرار گرفته‌اند که آثار پاک‌ناپذیری بر آگاهی گروهی آنها بر جای می‌گذارد. خاطرات آنها را برای همیشه رقم می زند و هویت آینده آنها را به شکلی اساسی و غیرقابل برگشت تغییر دهند».

## جایزه
وی همچنین برندهٔ جوایزی همچون کمک‌هزینه گوگنهایم شده‌است.

### کتاب‌های اخیر
- قدرت اوباما (با برنادت جاورسکی، سیاست ۲۰۱۴)
- سمت تاریک مدرنیته (سیاست، ۲۰۱۳)
- آسیب: نظریه اجتماعی (سیاست، ۲۰۱۲)
- انقلاب اجرایی در مصر: مقاله‌ای در قدرت فرهنگی (بلومزبری آمریکا، ۲۰۱۱)
- کارکرد و قدرت (سیاست، ۲۰۱۱)
- تفسیر کلیفورد گیرتز: تحقیق فرهنگی در علوم اجتماعی (پالگریو مک‌میلان، ۲۰۱۱) (ویرایش، با فیلیپ اسمیت و متیو نورتون)
- کارکرد سیاست: پیروزی اوباما و مبارزه دموکراتیک برای قدرت (انتشارات دانشگاه آکسفورد، ۲۰۱۰)
- خواننده نظریه اجتماعی جدید (دومین ویرایش) (راتلج، ۲۰۰۸) (با استیون سیدمن)
- مقدمه‌ای نو بر جامعه‌شناسی: فرهنگ و جامعه در حال گذار (ناشران پارادایم، ۲۰۰۸) (با کنت تامپسون)
- حوزه مدنی (انتشارات دانشگاه آکسفورد، ۲۰۰۶)
- کارکرد اجتماعی: کنش نمادین، عمل‌شناسی فرهنگی و آیین (انتشارات دانشگاه کمبریج، ۲۰۰۶) (با برنهارد گیسن و جیسون ماست)
- همنشین کمبریج برای دورکیم (انتشارات دانشگاه کمبریج، ۲۰۰۵)، (ویرایش، با فیلیپ اسمیت)
- آسیب فرهنگی و هویت جمعی (انتشارات دانشگاه کالیفرنیا، ۲۰۰۴) (با ران ایرمن، برنهارد گیسن، نیل جی. اسملسر و پیوتر اشتومپکا)
- معانی زندگی اجتماعی: جامعه‌شناسی فرهنگی (انتشارات دانشگاه آکسفورد، ۲۰۰۳)
- روایت تروما: بر تاثیر رنج جمعی (ناشران پارادایم، ۲۰۱۱) (با ران ایرمن و الیزابت باتلر بریز)